# Conseil national olympique du Brunei
Le Conseil national olympique du Brunei (en anglais Brunei Darussalam National Olympic Council) est le comité national olympique du Brunei fondé en 1984. Il est présidé par le prince Sufri Bolkiah, frère du sultan Hassanal Bolkiah.